# أندرو فورم
أندرو فورم (بالإنجليزية: Andrew Form) هو منتج أفلام أمريكي. ولد يوم 3 فبراير 1969 في نيويورك في الولايات المتحدة. شارك في ملكية بلاتينوم دونز مع كل من مايكل بي وبرادلي فولر.

## روابط خارجية
- أندرو فورم على موقع IMDb (الإنجليزية)
- أندرو فورم على موقع بوكس أوفيس موجو (الإنجليزية)
- أندرو فورم على موقع قاعدة بيانات الفيلم (الإنجليزية)